# Élisabeth Malamut

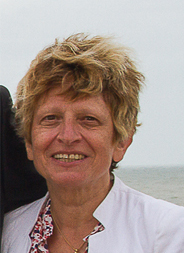

Élisabeth Malamut (ur. 1948) – francuska historyczka, mediewistka, bizantynolożka. 

## Życiorys
Jest uczennicą Hélène Ahrweiler. W latach 1974-2004 była pracownikiem Centre national de la recherche scientifique. Doktorat w 1984 - Les îles de l’empire byzantin (8e-12e siècle). Od 2004 roku profesor uniwersytetu w Marsylii (Université d’Aix-Marseille)

## Wybrane publikacje
- Les îles de l'Empire byzantin, VIIIe-XIIe siècles, t. 1-2, Paris 1989 (Byzantina-Sorbonensia 8).
- Sur la route des saints byzantins, Paris 1993.
- Les discours de Demetrius Cydones comme temoignage de l'ideologie byzantine vis - a - vis des peuples de l'Europe Orientale dans les annees 1360-1372 [w:] Byzantina et Slavica Cracoviensia,  2001 t. 3, s. 203-219.
- Byzance et le monde extérieur, Contacts, relations, échanges [w:] Actes du XXe Congrès International des Études byzantines, Paris 19-25 août 2001, Paris: Publications de la Sorbonne 2005.
- (współautor: Georges Sidéris), Le monde byzantin Économie et société (milieu VIIIIe siècle-1204), Paris : BelinSup Capes Agrégation 2006.
- Alexis Ier Comnène, Paris: Ellipses, 2007 (wyd. 2 - 2014).
- Dynamiques sociales au Moyen Âge en Occident et en Orient, Aix-en-Provence: Publications de l’Université de Provence 2010.
- Les échanges en Méditerranée médiévale. Marqueurs, réseaux, circulations, contacts, Presses Universitaires de Provence 2012.
- Impératrices, princesses, aristocrates et saintes souveraines. De l'Orient chrétien et musulman au Moyen Âge et au début des temps modernes, Presses Universitaires de Provence 2014.
- Villes méditerranéennes au Moyen Âge, Presses Universitaires de Provence 2014.